# 虚假平衡

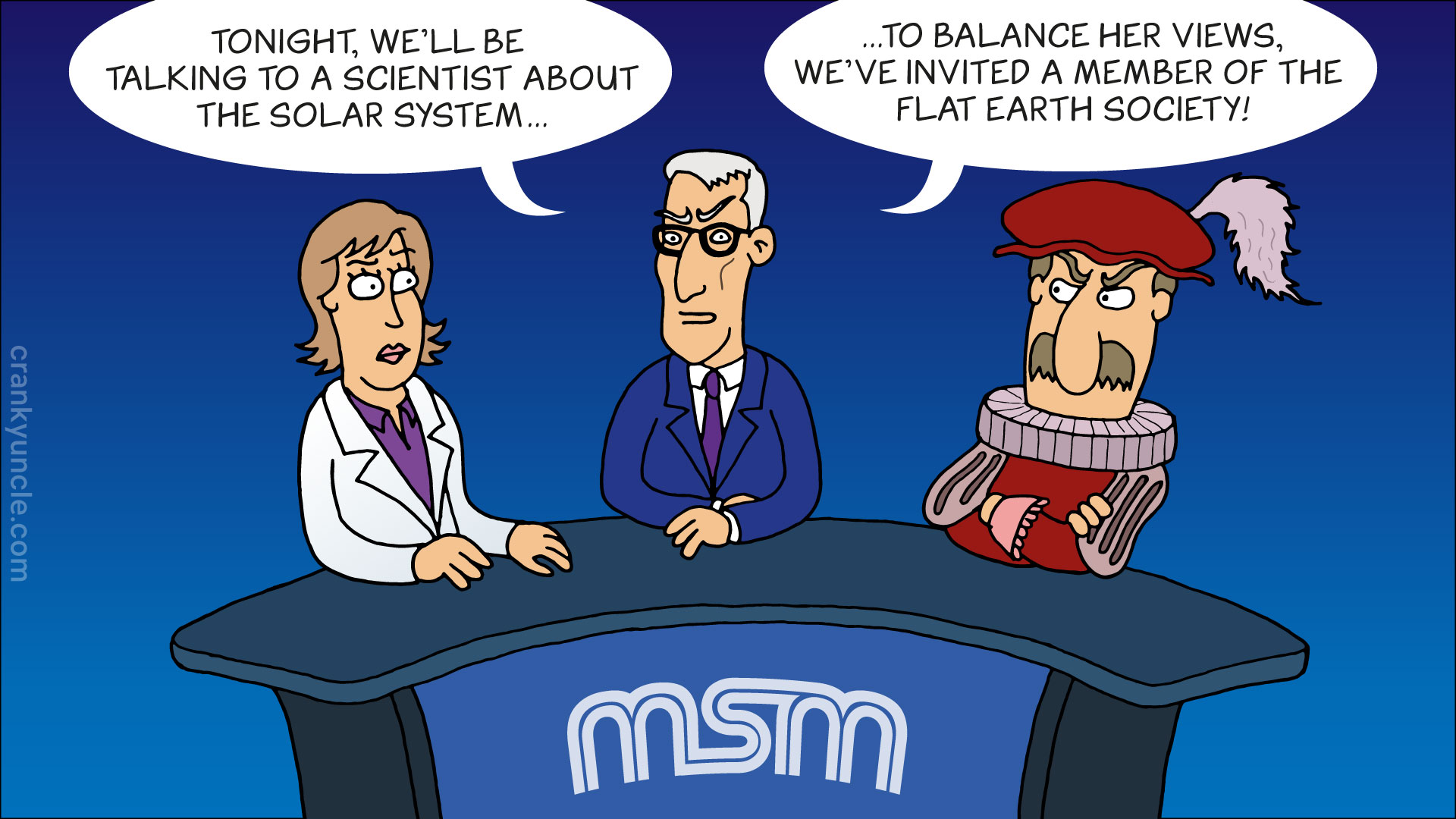
夸张描绘科学新闻中虚假平衡的卡通画，其中主持人称：“今晚我们邀请了一位科学家来给我们讲讲太阳系，为了平衡她的观点，我们同时又请了一位地平论的支持者！”

虚假平衡，或称两面主义（bothsidesism），是一种新闻工作者的媒體偏見；它指在證據所能支持的範圍外，平衡地展現兩種對立觀點。新闻工作者可能会在报道中为一个问题的争论双方列出与实际比例不符的证据，或者可能遗漏一方的信息造成该方的主张无根据。虚假平衡被学者认为是传播錯誤資訊的因素之一。
虚假平衡有时会源于类似轰动效应的动机，作者和编辑可能会觉得一篇被描绘成有争议的报道会比更准确地描述这个问题的报道更有商业价值。与许多其他媒体偏见不同，虚假平衡也可能起源于试图避免偏见；作者和编辑可能会对某一问题感到困惑，并将两种互相竞争的观点“平等”地比较。例如，即便在有一方观点是基于错误的前提下，媒体仍然因其具实际价值和显著性，从而比例平等地对待双方的观点，给予双方相同的篇幅。
科学新闻中有关虚假平衡的例子包括全球变暖与自然氣候變遷的比较、吸烟对健康的影响、硫柳汞疫苗与自闭症的关系、演化与智能设计等。

## 例子

### 亚美尼亚种族灭绝
特伦斯·德斯·普雷斯于1986年报道称“有关亚美尼亚种族灭绝的事实直到最近仍被认为不存在争议”。但在最近，一方面由于土耳其的地缘政治地位，另一方面由于人们越来越倾向于把每一个问题的正反双方当作同样合理来处理，亚美尼亚种族灭绝相关的事实变得越来越模糊。

### 全球变暖
全球变暖问题上的辩论往往是虚假平衡的体现。尽管科学界几乎一致认为1950年以后的全球变暖是由第一次工业革命所导致，仍有极少数的科学家质疑这一结论。给予双方平等的声音会让人觉得科学界内针对全球变暖这一问题存在严重的分歧，然而事实上主流科学共识认为人为的全球变暖始终存在。

### 麻腮风三联疫苗争议
众多观察家批评大众媒体不应卷入这一争议，并称状况犹如“新闻发布会科学”，并认为媒体为安德鲁·韦克菲尔德提供了其不应有的可靠性。一篇由肖纳·希尔顿（Shona Hilton）、马克·佩蒂克鲁（Mark Petticrew）及凯特·亨特（Kate Hunt）发表于《生物医学中心公共健康》2007年3月的研究显示媒体对安德鲁·韦克菲尔德的报道“造成了人们对疫苗导致自闭症的印象增强，尽管有大量证据反对这一观点”（created the misleading impression that the evidence for the link with autism was as substantial as the evidence against）。此前，发表在《英國醫學期刊》及《医学通讯》的一系列论文得出“媒体的报道在韦克菲尔德的假说上误导了大众”的结论。